# Leptanthura antarctica
Leptanthura antarctica är en kräftdjursart som beskrevs av Oleg Grigor'evich Kussakin 1967. Leptanthura antarctica ingår i släktet Leptanthura och familjen Leptanthuridae. Inga underarter finns listade i Catalogue of Life.